# Secuestros de Dawson's Field
En septiembre de 1970, cuatro vuelos con destino a Nueva York y uno a Londres fueron secuestrados simultáneamente por miembros del Frente Popular para la Liberación de Palestina. Tres aeronaves fueron forzadas a aterrizar en Dawson's Field, una antigua base aérea de la Royal Air Force situada cerca de la localidad jordana de Zarqa y que los guerrilleros bautizaron como Aeropuerto de la Revolución. En el incidente murió Patrick Argüello, un secuestrador y un sobrecargo resultó herido.
Si bien la mayoría de los 310 rehenes fueron trasladados a la capital jordana y liberados el 11 de septiembre, los palestinos retuvieron a los pasajeros judíos y las tripulaciones. El 12 de septiembre, justo antes del fin del plazo estipulado, los miembros del FPLP hicieron estallar los aviones vacíos en tierra, en anticipación a un posible contraataque.
El contexto de explotación del territorio jordano por parte del FPLP durante los sucesos reveló una instancia aun mayor de la creciente actividad autónoma árabe palestina dentro del reino de Jordania —una seria amenaza a la monarquía hachemita conducida por Hussein I—. El monarca declaró la ley marcial y durante los siguientes once días, movilizó sus fuerzas hacia las zonas de Jordania controladas por palestinos, en lo que se conocería luego como el septiembre negro jordano, y casi desencadenando una guerra regional que hubiera involucrado a Siria, Irak e Israel y con consecuencias globales en potencia.
Sin embargo, una rápida victoria jordana permitió lograr un acuerdo el 30 de septiembre, que estipulaba la liberación de todos los rehenes a cambio de cuatro guerrilleros palestinos.

## Secuestros

### Vuelo 219 de El Al
El vuelo 219 de El Al (Boeing 707, número de serie 18071/216, registro 4X-ATB) despegó de Tel Aviv, Israel, con destino a Nueva York. Llevaba 138 pasajeros y 10 tripulantes a bordo. Tras una escala en Ámsterdam, fue secuestrado al poco tiempo de despegar por Patrick Argüello, un ciudadano estadounidense de origen nicaragüense, y Leila Khaled, de nacionalidad palestina.
El plan original contemplaba que el avión fuera abordado por cuatro secuestradores, sin embargo a dos de ellos se les impidió abordar en Ámsterdam por personal de seguridad israelí. Estos conspiradores, que viajaban con pasaportes senegaleses con números consecutivos, compraron pasajes de primera clase en el vuelo 93 de Pan Am y secuestraron dicho aparato.
Haciéndose pasar por pareja de casados, Argüello y Khaled abordaron utilizando pasaportes hondureños —luego de que su equipaje hubiera sido revisado— y se sentaron en la segunda fila en clase turista. Cuando vez que el aparato se aproximaba a la costa británica, mostraron sus pistolas y granadas y exigieron acceso a la cabina. Según Khaled, en una entrevista concedida en 2000: 

"Entonces, a la media hora [después de despegar] teníamos que movernos. Nos paramos. Tenía mis dos granadas de mano y les mostré a todos que estaba quitando los seguros con los dientes. Patrick se levantó. Escuchamos disparos justo en el mismo minuto y cuando cruzamos la primera clase, la gente gritaba pero no vi quién disparaba porque venía por detrás nuestro. Entonces Patrick me dijo, 've hacia adelante, yo te cubro la espalda.' Así que fui y encontré a una azafata y ella iba a agarrarme por las piernas. Entonces me apresuré, llegué a la cabina, estaba cerrada. Entonces gritaba 'abran la puerta.' Entonces la azafata vino; dijo que 'ella tiene dos granadas,' pero no abrieron [la puerta de la cabina] y de repende amenazaba con hacer explotar el avión. Decía 'voy a contar y si no abren volaré el avión.'"

Luego de serle notificado por intercomunicador que estaba teniendo lugar un secuestro, el capitán Uri Bar Lev optó por no ceder a las demandas de los guerrilleros: 

Decidí que no nos iban a secuestrar. El tipo de seguridad estaba sentado ahí, listo para entrar en acción. Le dije que iba a poner al avión en modo de fuerza G negativa. Todos se caerían. Cuando pones el avión en negativo, es como estar en un ascensor que cae. En lugar de volar así, cae en picado y todo aquel que esté parado se cae.

Bar Lev descendió en picada, haciendo perder el equilibrio a los dos secuestradores. Argüello habría lanzado su única granada en el pasillo, pero esta no detonó, y un pasajero lo golpeó en la cabeza con una botella de whisky luego de que desenfundara su pistola. Argüello hirió de un disparo al sobrecargo Shlomo Vider y, según el testimonio tanto de otros pasajeros como de personal de seguridad israelí, un agente aéreo le disparó al guerrillero. Khaled fue reducida por los pasajeros mientras el aparato efectuaba un aterrizaje de emergencia en el aeropuerto de Londres-Heathrow. Ella afirmaría luego que a Argüello recibió cuatro disparos en la espalda. Vider fue operado de emergencia y se recuperó, mientras que Argüello murió en la ambulancia que lo trasladaba junto a Khaled al Hospital Hillington. Khaled fue entonces detenida por la policía británica.

#### Nacionalidades
| Nacionalidad   | Pasajeros | Tripulantes | Total |
| -------------- | --------- | ----------- | ----- |
| Israel         | 118       | 10          | 128   |
| Países Bajos   | 10        | 0           | 10    |
| Estados Unidos | 9         | 0           | 9     |
| Canadá         | 1         | 0           | 1     |
| Total          | 138       | 10          | 148   |

### Vuelo 741 de TWA
El vuelo 741 de TWA (Boeing 707, número de serie 18917/460, registro N8715T) fue un vuelo alrededor del mundo que llevaba a 144 pasajeros y 11 tripulantes. Había originado desde Tel Aviv y tenía como destino Nueva York, con escalas en Atenas y Frankfurt. Fue secuestrado en el trayecto final. En una entrevista para la película Hijacked, la contadora del vuelo, Rudi Swinkles, recordó que 

Vi a un pasajero correr hacia la primera clase. Corrí tras él, y cuando llegó a primera clase a la cabina (sic) se dio vuelta, tenía un arma en la mano, me apuntó con su arma y me dijo 'Atrás, atrás'. Entonces me cubrí detrás del mamparo divisorio de primera clase, por aquí.

Una vez que los secuestradores entraron por la fuerza a la cabina, los pasajeros oyeron la voz de una mujer anunciar por el intercomunicador: «Les habla su nuevo capitán. Este vuelo ha sido tomado por el Frente Popular para la Liberación de Palestina. Los llevaremos a un país amistoso con gente amistosa.»
Aterrizó en Dawson's Field a las 18:45 (hora local).

#### Nacionalidades
| Nacionalidad        | Pasajeros | Tripulantes | Total |
| ------------------- | --------- | ----------- | ----- |
| Estados Unidos      | 51        | 9           | 60    |
| Israel              | 55        | 0           | 55    |
| Reino Unido         | 18        | 0           | 18    |
| Alemania Occidental | 16        | 2           | 18    |
| India               | 3         | 0           | 3     |
| Grecia              | 2         | 0           | 2     |
| Italia              | 1         | 0           | 1     |
| Países Bajos        | 1         | 0           | 1     |
| Total               | 147       | 11          | 158   |

### Vuelo 100 de Swissair
El Vuelo 100 de Swissair (Douglas DC-8-53, registro HB-IDD, bautizado Nidwalden) transportaba 143 pasajeros y 12 tripulantes desde el Aeropuerto Internacional de Zürich-Kloten, Suiza, a Nueva York. El avión fue secuestrado sobre Francia, minutos después del mismo suceso en el vuelo de TWA. Un hombre y una mujer, se hicieron con el aparato. Uno de ellos tenía un revólver plateado. Mientras el vuelo era desviado hacia Dawson's Field, los secuestradores anunciaron por intercomunicador que el avión había sido tomado por el FPLP, elevando el número de rehenes a 306.

#### Nacionalidades
| Nacionalidad        | Pasajeros | Tripulantes | Total |
| ------------------- | --------- | ----------- | ----- |
| Suiza               | 57        | 10          | 67    |
| Estados Unidos      | 26        | 0           | 26    |
| Alemania Occidental | 25        | 0           | 25    |
| Israel              | 20        | 0           | 20    |
| Austria             | 12        | 2           | 14    |
| Francia             | 3         | 0           | 3     |
| Liechtenstein       | 1         | 0           | 1     |
| Luxemburgo          | 1         | 0           | 1     |
| Total               | 145       | 12          | 157   |

### Vuelo 93 de Pan Am
El Vuelo 93 de Pan Am (Boeing 747–121, registro N752PA, bautizado Clipper Fortune), con 143 pasajeros y 12 tripulantes a bordo, despegó desde el Aeropuerto Internacional de Bruselas, Bélgica, con destino a Nueva York y una escala en Ámsterdam. Los secuestradores a los que se les había impedido abordar el avión de El Al compraron boletos para este vuelo como blanco de oportunidad. El director de vuelo John Ferrugio recordó: 

Estábamos listos para despegar en Ámsterdam, y el avión se frenó abruptamente en medio de la pista. Y el capitán Priddy me llamó a la cabina y dice 'Me gustaría hablar con usted'. Fui a la cabina y el dice 'Tenemos dos pasajeros de nombre Diop y Gueye.' Él dice 'Ve y trata de encontrarlos en el manifiesto, porque me gustaría hablar con ellos.' Entonces, el capitán Priddy los sentó en esos asientos de por aquí. Les dio una buena palmada. Tenían un contenedor de poliestireno en la zona de la ingle en donde llevaban la granada y las pistolas de 25 mm. Pero de esto nos enteramos mucho después.

El aparato aterrizó en Beirut, en donde repostó y abordaron varios camaradas de los secuestradores, que trajeron consigo explosivos suficientes para destruir el avión por completo. Luego, se dirigieron a El Cairo al no estar seguros de que la pista de Dawson's Field pudiera alojar a un Jumbo. La aeronave fue detonada segundos después de que todos los pasajeros y miembros de la tripulación hubiesen sido evacuados y los secuestradores fueron más tarde detenidos por la policía egipcia.

#### Nacionalidades
| Nacionalidad        | Pasajeros | Tripulantes | Total |
| ------------------- | --------- | ----------- | ----- |
| Estados Unidos      | 71        | 14          | 85    |
| Países Bajos        | 35        | 3           | 38    |
| Bélgica             | 25        | 0           | 25    |
| Francia             | 25        | 0           | 25    |
| Alemania Occidental | 10        | 0           | 10    |
| Indonesia           | 2         | 0           | 2     |
| Israel              | 2         | 0           | 2     |
| Reino Unido         | 2         | 0           | 2     |
| Surinam             | 2         | 0           | 2     |
| Total               | 174       | 17          | 191   |

### Vuelo 775 de BOAC
El 9 de septiembre, el vuelo 775 de BOAC, un Vickers VC-10-1151 (registro A-ASGN) que cumplía el trayecto de Bombay, India, a Londres, con escalas en Baréin y Beirut, fue secuestrado por un simpatizante del FPLP tras despegar de Baréin y efectuó un aterrizaje forzoso en Dawson's Field. El secuestro tuvo como objetivo presionar al gobierno británico para que libere a Leila Khaled

#### Nacionalidades
| Nacionalidad        | Pasajeros | Tripulantes | Total |
| ------------------- | --------- | ----------- | ----- |
| Reino Unido         | 25        | 9           | 34    |
| Francia             | 25        | 0           | 25    |
| Estados Unidos      | 21        | 0           | 21    |
| Dinamarca           | 15        | 0           | 15    |
| Albania             | 5         | 0           | 5     |
| Alemania Occidental | 5         | 0           | 5     |
| India               | 4         | 0           | 4     |
| Baréin              | 2         | 0           | 2     |
| Líbano              | 2         | 0           | 2     |
| Israel              | 1         | 0           | 1     |
| Total               | 105       | 9           | 114   |

## Días en el desierto

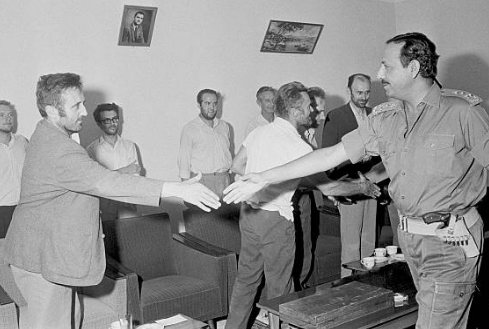
El jefe de personal del Ejército de Jordania Zaid ibn Shaker verifica a los rehenes liberados, 25 de septiembre de 1970.

El 7 de septiembre, los secuestradores mantuvieron una conferencia de prensa para unos 60 periodistas que habían logrado llegar a lo que se estaba denominando como el «Aeropuerto de la Revolución». Unos 125 rehenes fueron trasladados a Amán, mientras que los estadounidenses, israelíes, suizos y germano occidentales, así como los judíos en general, fueron retenidos en los aviones. Los pasajeros judíos también fueron retenidos. El neoyorquino Rivke Berkowitz recordó en una entrevista realizada en 2006 que «los secuestradores fueron preguntándole a la gente su religión, y yo dije que era judío.»  A otra rehén judía, Barbara Mensch, que entonces tenía 16 años, se le dijo que era «una prisionera política».
A medida que el resto de los pasajeros y tripulantes eran agrupados frente a las cámaras, los palestinos, entre ellos Bassam Abu Sharif, hacían declaraciones a la prensa. Sharif afirmó que el objetivo de los secuestros era «lograr la liberación de todos nuestros presos políticos encarcelados en Israel a cambio de los rehenes.»

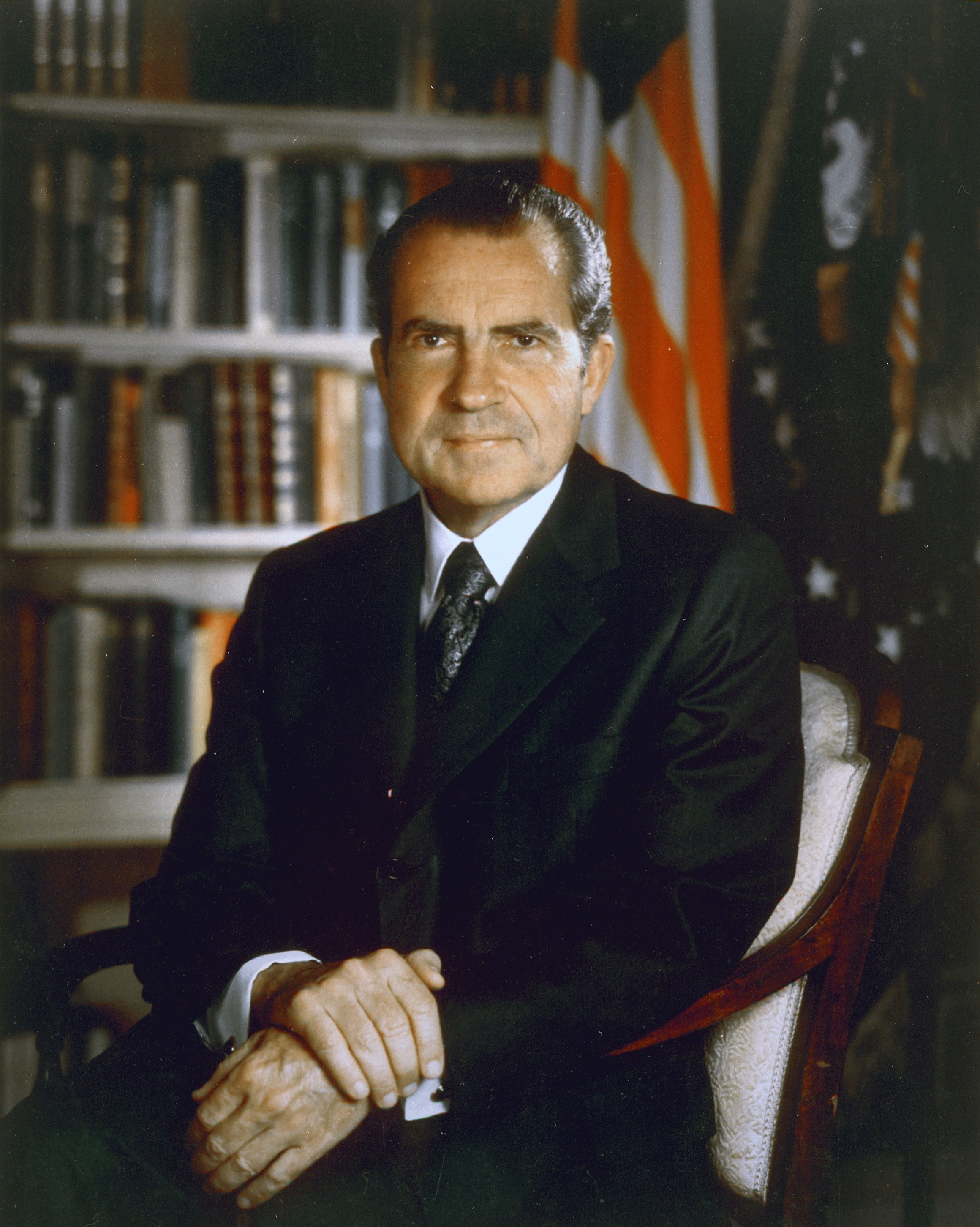
El presidente de EE. UU., Richard Nixon, aconsejó una respuesta militar directa a los secuestros.

En Estados Unidos, el presidente Richard Nixon se reunió con sus consejeros el 8 de septiembre y ordenó al Secretario de Defensa Melvin Laird bombardear las posiciones del FPLP en Jordania. Laird se negó[cita requerida] aduciendo adversidades climáticas y se desechó la idea. La 82.ª División Aerotransportada fue puesta en alerta, la Sexta Flota zarpó al mar y aviones de combate fueron enviados a Turquía en previsión de un posible ataque aéreo.
En contraste, el primer ministro británico, Edward Heath, optó por negociar con los palestinos, y acordó finalmente la liberación de Khaled y otros a cambio de los rehenes. Esto derivó en una férrea oposición estadounidense: 

Las tensiones entre Londres y Washington se ven reflejadas en una amarga y mordaz conversación telefónica entre el titular de la Foreign Office, Sir Denis Greenhill y el ayudante de la Casa Blanca, Joseph Sisco. ... 'Creo que su gobierno querría ponderar muy, muy cuidadosamente la clase de protestas que ocurrirían en este país en contra de que ustedes tomen este tipo de acciones.' Greenhill respondió: 'Bueno, sí quieren, Joe, pero también hay clamores en este país,' expresando su preocupación porque 'Israel no levantará un maldito dedo ... los nuestros son asesinados. Te podrías imaginar lo mal que se vería eso, y si todo sale de manera que hubiéramos podido sacar a nuestra gente de no ser por tu obstinación y la de otros, por decir así. ... Quiero decir, la gente dice, por qué mierda no intentaron?'

El 9 de septiembre, el Consejo de Seguridad de las Naciones Unidas exigió mediante la Resolución 286 la liberación de los pasajeros. Al día siguiente, se desataron enfrentamientos entre el FPLP y fuerzas militares jordanas en el Hotel Intercontinental, en Amán, donde los otros 125 rehenes eran custodiados por los guerrilleros, y el reino parecía hallarse al borde de una guerra civil. La destrucción de los aviones el 12 de septiembre puso en evidencia la impotencia del gobierno jordano para imponerse en las áreas en manos de los palestinos, quienes declararon a la ciudad Irbid como un «territorio liberado», en claro desafío al rey Hussein.
El 13 de septiembre,el Servicio Mundial de la BBC difundió un comunicado gubernamental en árabe afirmando que el Reino Unido liberaría a Khaled a cambio de los rehenes.
Según Henry Kissinger, Secretario de Estado estadounidense, «A esta altura, ya sea porque las medidas de preparación [estadounidenses] le dieron [al rey Hussein] un estímulo psicológico o porque estaba llegando al punto de la desesperación, Hussein resolvió enfrentarse con los fedayines.»
Para complicar la crisis internacional, Siria e Irak, que mantenían relaciones con la Unión Soviética, ya habían amenazado con intervenir en defensa de los grupos palestinos ante cualquier enfrentamiento contra el Reino de Jordania. De acuerdo a los documentos británicos desclasificados bajo la «regla de los treinta años», un ansioso Hussein pidió al Reino Unido y a EE. UU. que transmitieran a Israel una solicitud para que bombardease a las tropas sirias si éstas penetraban en Jordania para respaldar a los palestinos. Cuando un tanque sirio cruzó la frontera, los aviones israelíes sobrevolaron el área a modo de advertencia.

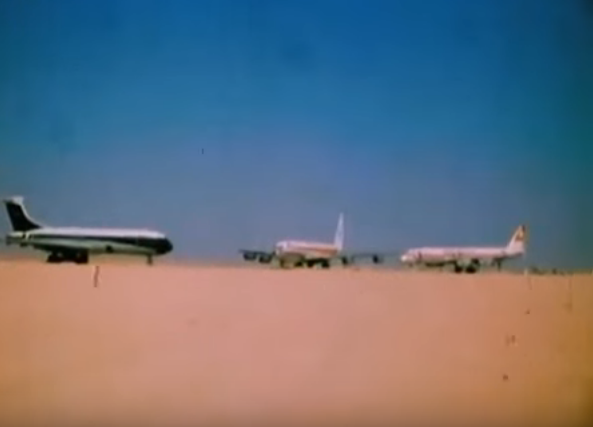
Tres de los aviones secuestrados, en Jordania. El cuarto aterrizó en Egipto.
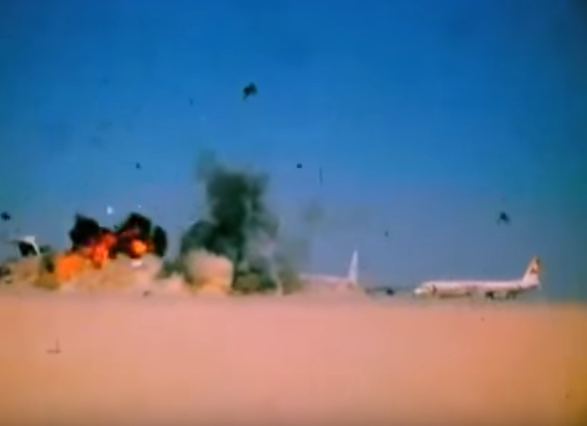
Los aviones fueron detonados frente a la prensa internacional el 12 de septiembre de 1970.
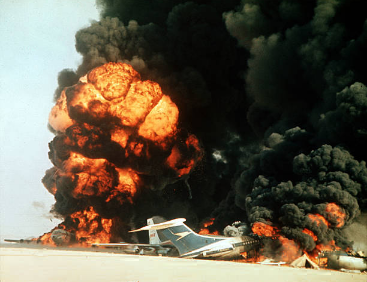
Los aparatos ardiendo tras su explosión.

## Desenlace y consecuencias
El rey Hussein decretó la ley marcial el 16 de septiembre y dispuso la movilización del ejército jordano en lo que más tarde sería conocido como el conflicto de Septiembre Negro. El rehén David Raab caracterizó a las acciones militares: 

Estábamos en medio del bombardeo ya que Ashrafiyeh era uno de los principales blancos del ejército jordano. La electricidad fue cortada y de nuevo disponíamos de poca comida y agua. En la tarde del viernes [18 de septiembre] oímos las orugas metálicas de un tanque sobre el pavimento. Nos metieron a todos en una habitación. Los guerrilleros abrieron todas las puertas para que el edificio pareciese abandonado y no nos disparasen. De pronto, el bombardeo se detuvo.

Unas dos semanas luego del inicio de la crisis, los rehenes restantes fueron recuperados en distintas partes de Amán e intercambiados por Leila Khaled y otros prisioneros del FPLP. Luego fueron trasladados a Chipre y de allí a Roma, en donde se entrevistaron el 28 de septiembre con Richard Nixon, que se encontraba realizando una visita de Estado a Italia y la Santa Sede. En un reportaje concedido ese día, Nixon mencionó haber comentado a los rehenes que: 

Como resultado de lo que ellos han sufrido... la posibilidad de reducir los secuestros en el futuro se había incrementado sustancialmente, .en razón de que la comunidad internacional se habían horrorizado ante estos incidentes. Ahora no solo hemos movilizado guardias en nuestros aviones, sino que también estamos desarrollando instalaciones... a fin de asegurarnos que personas que puedan ser potenciales secuestradores no aborden con armas o materiales explosivos.

Durante la crisis, el 11 de septiembre, Nixon ordenó la implementación de un programa para hacer frente al problema de la «piratería aérea», incluyendo al creación de un grupo de 100 agentes federales para que cumpliesen funciones en vuelos estadounidenses. El mandatario también declaró que los departamentos de Defensa y Transporte de EE. UU. determinarían si el uso de aparatos de rayos X disponibles entonces para las fuerzas armadas también podrían extenderse al ámbito civil.
Años después, el FPLP rechazó oficialmente la táctica del secuestro de aviones. Sin embargo, varios de sus miembros y subgrupos continuaron secuestrando aeronaves y cometiendo otras acciones violentas.

## Documental
En 2006, Ilan Ziv describió los sucesos en un episodio del programa de la PBS American Experience, emitido originalmente el 26 de febrero de ese año y que él mismo escribió. Ziv incluyó material de archivo de los hechos, así como entrevistas a rehenes, secuestradores, periodistas y políticos.